# Diadochokinese
Diadochokinese (griech. διαδέχομαι ("diadechomai") „sich ablösen, nachfolgen“ und  κινεῖν ("kinein") „bewegen“) bezeichnet die Fähigkeit, rasch aufeinander folgende Bewegungen, beispielsweise die Ein- und Auswärts-Drehung des Unterarms (Pronation und Supination), wie es etwa beim Wechseln einer Glühlampe nötig ist, wiederholt auszuführen. Fehlt diese Fähigkeit, spricht man von einer Adiadochokinese, bei einer alleinigen Verlangsamung der Bewegungen von einer Bradydiadochokinese. Ist die Bewegung über die Geschwindigkeit der Ausführung hinausgehend eingeschränkt, wird dies als Dysdiadochokinese bezeichnet.
Derartige Bewegungseinschränkungen gehören zu den Ataxien. Sie kommen als Symptome von Erkrankungen der Gehirnregionen vor, die die Feinmotorik steuern, so zum Beispiel als Auswirkung eines Schlaganfalls, von Parkinson-Syndromen (hier insbesondere die Bradydiadochokinese) oder Kleinhirnerkrankungen. 